# Saale-istiden
Saale-istiden (udtales [saːˀle], ikke [sɔ:ˀle]), Illinoian (i Nordamerika) eller Riß-istiden (i Alperne) er den næstsidste istid, som begyndte for cirka 386.000 år siden. Indlandsis trængte under den sidste kuldeperiode frem fra Østersøegnene og dækkede det meste af Danmark for omkring 140.000 år siden. Saaleistiden endte for cirka 128.000 år siden.
I Danmark ses landskab påvirket af Saaleistiden syd og vest for hovedstilstandslinjen. Her findes morænelandskab formet som bakkeøer mellem smeltevandssletter dannet i den sidste istid. Det gamle morænelandskab er påvirket af nedbrydningsprocesser som jordflydning og vanderosion. Eksempler på bakkeøer: Skovbjerg Bakkeø, Esbjerg Bakkeø og Toftlund Bakkeø. Herudover er Horns Rev et eksempel på en randmoræne, der muligvis er dannet i Saaleistiden. I Lovns Klint ved Melbjerg Hoved i Nordjylland ses gråligt, fedtet ler, som er fra Saaleistiden. I den nederste del af klinten ses også aflejringer fra den forgående Elster-istid.
Saale var den sidste istid, hvor hele Danmark var dækket af kilometertykke iskapper, og de vestjyske bakkeøer kommer fra Saale. Tre stadialer (gletcherfremstød) kendes fra Saale-istiden. Den ældste kom fra Norge, den midterste (Drenthe) kom fra Sverige og den yngste (Warthe) kom fra det baltiske område. Warthe kulminerede for 150.000 år siden og dækkede Danmark bortset fra Vadehavet og Nordvestjylland. Mellem den første og anden stadial steg temperaturen så meget, at løvskov blev genetableret i Nordtyskland, men der er ikke spor af det i Danmark. Drenthe var det mest omfattende gletcherfremstød, der dækkede hele Danmark, Nordtyskland og store dele af De Britiske Øer.

For ca. 250.000 år siden dukkede neandertalerne op i Europa og udviklede redskabskulturen Mousterien. De levede i Europa, indtil de uddøde for ca. 30.000 år siden. De kendes også fra enkelte fund i Danmark. I Sønderjylland nær Christiansfeld er der fundet primitive stenredskaber (for ca. 240.000 år siden) fra Clacton-kulturen, der viser, at neandertalere i det mindste strejfede Danmark i denne periode.
Øen Storbritannien blev skilt fra Europa for ca. 200.000 år siden, da en massiv vandstrøm flyttede en masse materiale.